# Населённый пункт
Населённый пункт (н.п.), селение, населённое место — населённое людьми место (поселение), первичная единица расселения людей в пределах одного застроенного жильём земельного участка.
В зависимости от размеров и других характеристик выделяются разные типы населённых пунктов — город, посёлок городского типа, село, деревня, хутор и прочие. Обязательный признак населённого пункта — постоянство использования его как места обитания из года в год (хотя бы сезонно). Как правило, на территории государства один из крупных населённых пунктов имеет статус его столицы.

## ООН и населённые пункты
Генеральная Ассамблея ООН установила ежегодный Всемирный день Хабитат. В этот день проводятся мероприятия, привлекающие внимание к различным проблемам населённых пунктов и условиям проживания людей.

## Населённые пункты в России
В России законодательно не установлена зависимость типологии населённых пунктов от численности населения или застройки, однако главным критерием отличия сельского населённого пункта от городского является то, что большинство экономически активного населения городского поселения не занято в сельском хозяйстве. Поэтому некоторые сёла и посёлки больше городов.
Самый большой сельский населённый пункт в России — станица Каневская в Краснодарском крае (41 721 чел.) — в 54 раза больше самого маленького города России — Верхоянска (768 чел.).